# Agustín Urzi
Agustín José Urzi (Lomas de Zamora, 4 maggio 2000) è un calciatore argentino, attaccante dell'Huracán in prestito dal Juárez.

## Caratteristiche tecniche
È un'ala sinistra di piede mancino ma può giocare anche sulla corsia opposta, dotato tecnicamente è molto abile nella progressione palla al piede abbinata anche a un'ottima velocità spesso si distingue come uomo assist. È soprannominato el Caniche (il barboncino).

## Carriera

### Club
Cresciuto nel settore giovanile del Banfield, ha esordito in prima squadra il 2 dicembre 2018 disputando l'incontro di Primera División perso 1-0 contro l'Argentinos Juniors.
Il 16 gennaio 2025 viene acquistato dall'Huracán.

### Nazionale
Ha giocato nelle nazionali giovanili argentine Under-20 ed Under-23.

## Statistiche
Statistiche aggiornate al 19 maggio 2025.

### Presenze e reti nei club
| Stagione        | Squadra         | Campionato      | Campionato | Campionato | Coppe nazionali | Coppe nazionali | Coppe nazionali | Coppe continentali | Coppe continentali | Coppe continentali | Altre coppe | Altre coppe | Altre coppe | Totale | Totale | Totale |
| Stagione        | Squadra         | Comp            | Pres       | Reti       | Comp            | Pres            | Reti            | Comp               | Pres               | Reti               | Comp        | Pres        | Reti        | Pres   | Reti   |        |
| --------------- | --------------- | --------------- | ---------- | ---------- | --------------- | --------------- | --------------- | ------------------ | ------------------ | ------------------ | ----------- | ----------- | ----------- | ------ | ------ | ------ |
| 2018-2019       | Banfield        | PD              | 10         | 2          | CA+CdS          | 1+2             | 0               | -                  | -                  | -                  | -           | -           | -           | 13     | 2      |        |
| 2019-2020       | Banfield        | PD              | 18         | 0          | CA+CdS+CM       | 1+1+10          | 0               | -                  | -                  | -                  | -           | -           | -           | 30     | 0      |        |
| 2021            | Banfield        | PD              | 18         | 0          | CA+CdL          | 0+9             | 0               | -                  | -                  | -                  | -           | -           | -           | 27     | 0      |        |
| 2022            | Banfield        | PD              | 24         | 1          | CA+CdL          | 5+14            | 0+3             | CS                 | 6                  | 1                  | -           | -           | -           | 49     | 5      |        |
| gen. 2023       | Banfield        | PD              | 1          | 0          | CA+CdL          | 0               | 0               | -                  | -                  | -                  | -           | -           | -           | 1      | 0      |        |
| Totale Banfield | Totale Banfield | Totale Banfield | 71         | 3          |                 | 43              | 3               |                    | 6                  | 1                  |             | -           | -           | 120    | 7      |        |
| feb.-giu. 2023  | Juárez          | LMX             | 11         | 0          | -               | -               | -               | -                  | -                  | -                  | -           | -           | -           | 11     | 0      |        |
| 2023-feb. 2024  | Juárez          | LMX             | 11         | 1          | -               | -               | -               | -                  | -                  | -                  | LC          | 3           | 0           | 14     | 1      |        |
| Totale Juárez   | Totale Juárez   | Totale Juárez   | 22         | 1          |                 | -               | -               |                    | -                  | -                  |             | 3           | 0           | 25     | 1      |        |
| 2024            | Racing Club     | PD              | 13         | 0          | CA+CdL          | 1+6             | 0               | CS                 | 4                  | 0                  | -           | -           | -           | 24     | 0      |        |
| 2025            | Huracán         | PD              | 12         | 0          | CA              | 0               | 0               | CS                 | 5                  | 2                  | -           | -           | -           | 17     | 2      |        |
| Totale carriera | Totale carriera | Totale carriera | 118        | 4          |                 | 50              | 3               |                    | 15                 | 3                  |             | 3           | 0           | 186    | 10     |        |

## Palmarès

### Club

#### Competizioni internazionali
- Coppa Sudamericana: 1

Racing Club: 2024